# John Fernström
John Axel Fernström, född 6 december 1897 i Yichang i Hubei i Kina, död 19 oktober 1961 i Lund, var en svensk tonsättare, dirigent, violinist och konstnär.
Fernström var son till missionärerna i Svenska missionsförbundet Karl Axel Fernström och Klara Andersson och bodde fram till tio års ålder i Kina. Väl hemma i Sverige studerade han vid Malmö musikkonservatorium, i Köpenhamn och i Berlin för Knut Håkanson samt vid Sonderhausens konservatorium. Han blev därefter engagerad som violinist i Helsingborgs symfoniorkester vid Nordvästra Skånes orkesterförening i Helsingborg 1916–1939.  
På 1930-talet började han att även dirigera. Han var radiokapellmästare i Malmö 1939–41, dirigent för Sydöstra Skånes orkesterförening i Ystad 1940–44, dirigent för Lunds kvinnliga studentkör 1941–48 – under tiden den tiden ombildades till Lunds akademiska kör – men lämnade denna post då han 1948 tillträdde som kommunal musikledare i Lund. Han grundade 1951 Nordiska Ungdomsorkestern.
Fernström studerade konst vid Skånska målarskolan i Malmö 1947 och under sommaren 1950 vid Académie de la Grande Chaumière i Paris. Separat ställde han ut i Ystad och tillsammans med Arildsgruppen i Helsingborgs konserthus. Hans konst består av tre huvudlinjer, fantasibetonade motiv med människor i dramatiska situationer, landskap och porträtt.
I Fernströms produktion ingår tolv symfonier, flera solokonserter, kammarmusik och vokalmusik. De intryck han som barn tagit av kinesisk folkmusik blev en del av hans tonspråk, som dock även har nordiska drag. Stilistiskt stod han mellan tradition och modernism. Han var också bildkonstnär, samt skrev poesi som utgavs postumt med titeln Utan musik (2005). Hans memoarbok Jubals son och blodsarvinge utkom avkortad efter hans död, samt i en ny, oavkortad utgåva vid 100-årsjubileet av hans födelse.
Fernström var också verksam som bl.a. komponistpedagog. En av hans elever var Göte Strandsjö, senare sångpedagogprofessor vid Musikhögskolan i Malmö och en av förgrundsgestalterna i uppbyggnaden av det växande Musikkonservatoriet i Malmö som senare blev Malmö Musikhögskola. Strandsjö var också verksam som kompositör framförallt av andliga visor och sånger.

## Familj
John Fernström var son till missionären Karl Axel Fernström och Klara, född Andersson. Han var gift tre gånger; från 1924 med Dagmar, född Paulson (1901–1935) som var syster till tonsättaren Gustaf Paulson, 1937–47 med journalisten Anna-Greta, född Åkesson, samt från 1947 med sångpedagogen Elisabet Maull Fernström (1910–2012).
John Fernström är begravd på Sankt Pauli mellersta kyrkogård i Malmö.
Ett av John Fernströms barnbarn är John Lingesjö, bastrombonist i Sveriges Radios symfoniorkester.

## Verk (urval)
- Violinkonsert nr 1, op. 5, 1928
- Den kapriciöse trubaduren, serenad för liten orkester, op. 21, 1931
- Stråkkvartett nr 3, op. 23, 1931
- Achnaton, opera, op. 25a, 1931
- Klarinettkonsert, op. 30, 1936
- Violakonsert, op. 34, 1937
- Symfoni nr 6, op. 40, 1938
- Rao-Nai-Nais sånger, kinesisk rapsodi, op. 43, 1939
- Concertino för cello och orkester, op. 49, 1940
- Concertino för flöjt med liten orkester och damkör, op. 52, 1941
- Isissystrarnas bröllop, opera, op. 58, 1942
- Songs of the sea, symfonisk svit för sopran och orkester, op. 62, 1944
- Symfoni nr 11, Utan mask för blandad kör och orkester, op. 77, 1945
- Fagottkonsert, op. 80, 1945
- Stråkkvartett nr 6, op. 81b, 1946
- Livet en dröm, opera, op. 83
- Ni-Si-Pleng, balett, op. 87
- Stråkkvartett nr 7, op. 91, 1950
- Symfoni nr 12, op. 92, 1951
- Stråkkvartett nr 8, op. 93, 1952
- Violinkonsert nr 2, op. 95, 1952

## Priser och utmärkelser
- 1953 – Ledamot nr 671 av Kungliga Musikaliska Akademien
- 1954 – Medaljen för tonkonstens främjande